# Преобразование на Фурие
Преобразуване на Фурие разлага функция във времето (сигнал) на честотите, които я съставляват. В началото се дефинира за абсолютно интегрируеми функции, а посредством теоремата на Планшерел и за по-общи функции. Използва се като важен инструмент в хармоничния анализ и теорията на диференциалните уравнения.

## Преобразуване на Фурие
Нека {\displaystyle f} е функция с период {\displaystyle 2\pi }, която разглеждаме като функция, дефинирана в интервала {\displaystyle \mathbb {T} =[0,2\pi )}. С {\displaystyle L^{1}(\mathbb {T} )} означаваме банаховото пространство от функции {\displaystyle f}, за които е изпълнено
{\displaystyle \int _{0}^{2\pi }|f(t)|dt<\infty .}
Преобразуването на Фурие {\displaystyle {\hat {f}}} се дефинира чрез интеграла {\displaystyle {\hat {f}}(n)={\frac {1}{2\pi }}\int _{0}^{2\pi }f(t)e^{-2\pi int}dt,n\in \mathbb {Z} }. Комплексното число {\displaystyle {\hat {f}}(n)} се нарича n-ти фуриеров коефициент или n-та честота на {\displaystyle f}.

## Преобразуване на Фурие за n-мерно пространство
Нека {\displaystyle f} е функция от банаховото пространство {\displaystyle L^{1}(\mathbb {R} ^{n})}, което съдържа всички абсолютно интегруеми функции върху {\displaystyle \mathbb {R} ^{n}}. Преобразуването на Фурие се дефинира чрез интеграла {\displaystyle {\hat {f}}(\omega )=\int _{\mathbb {R} ^{n}}f(t)e^{-2\pi i\langle \omega ,t\rangle }}.
Ако разглеждаме функциите {\displaystyle f} от хилбертовото пространство {\displaystyle L^{2}(\mathbb {R} ^{n})}, т.е. всички фунцкии, за които {\displaystyle \int _{\mathbb {R} ^{n}}|f(t)|^{2}dt<\infty }, можем да дефинираме Преобразуването на Фурие като линеен оператор {\displaystyle {\mathcal {F}}:L^{2}(\mathbb {R} ^{n})\rightarrow L^{2}(\mathbb {R} ^{n})}, за който е изпълнено следното
- {\displaystyle {\mathcal {F}}f={\hat {f}},f\in L^{1}\cap L^{2}},
- {\displaystyle \|{\mathcal {F}}f\|_{L^{2}}=\|f\|_{L^{2}}}.

Според теоремата на Планшерел операторът, който изпълнява горните условия е единствен и тогава можем да говорим за Преобразуване на Фурие, дефинирано в {\displaystyle L^{2}(\mathbb {R} ^{n})}.

## Преобразуване на Фурие за обобщени функции
Нека {\displaystyle f\in {\mathcal {S}}(\mathbb {R} ^{n})}, а {\displaystyle \mu \in {\mathcal {S}}'(\mathbb {R} ^{n})} е обобщена функция. Тогава преобразуването на Фурие {\displaystyle {\hat {\mu }}} се дефинира като обобщената функция, дефинирана чрез равенството
{\displaystyle \langle f,\mu \rangle =\langle {\hat {f}},{\hat {m}}\rangle }.

## Свойства на коефициентите на Фурие
Коефициентите на Фурие имат следните свойства:
- {\displaystyle {\widehat {f+g}}(n)={\hat {f}}(n)+{\hat {g}}(n)} за {\displaystyle f,g\in L^{1}(\mathbb {T} )};
- {\displaystyle {\widehat {cf}}(n)=c{\hat {f}}(n)} за {\displaystyle c\in \mathbb {C} ,f\in L^{1}(\mathbb {T} )};
- {\displaystyle {\hat {\bar {f}}}(n)={\overline {{\hat {f}}(n)}}} за {\displaystyle f\in L^{1}(\mathbb {T} )};
- Ако означим {\displaystyle f_{\tau }(t)=f(t-\tau ),\tau \in \mathbb {T} }, то {\displaystyle {\hat {f}}_{\tau }(n)={\hat {f}}(n)e^{-int}} (транслация се преобразува в модулация);
- Ако означим {\displaystyle f^{m}(t)=e^{2\pi imt}f(t),m\in \mathbb {Z} }, то {\displaystyle {\hat {f}}^{m}(n)=f(n-m)} (модулация се преобразува в транслация);
- {\displaystyle {\widehat {(f\ast g)}}(n)={\hat {f}}(n)\cdot {\hat {g}}(n)} (конволюция се преобразува в произведение);
- Оценка на коефициентите: {\displaystyle |{\hat {f}}(n)|\leq {\frac {1}{2\pi }}\int _{\mathbb {T} }|f(t)|dt.}

### Непрекъснатост
Ако {\displaystyle f_{j}\in L^{1}(\mathbb {T} ),j\in \mathbb {N} } и {\displaystyle \|f_{j}-f_{0}\|_{L^{1}}\rightarrow 0}, то
{\displaystyle {\hat {f}}_{j}(n)} клони равномерно към {\displaystyle {\hat {f}}_{0}(n)} за всяко n.

### Сходимост
Сходимостта се изразява чрез лемата на Риман-Лебег.
За всяка функция {\displaystyle f\in L^{1}(\mathbb {T} )} е изпълнено {\displaystyle \lim _{|n|\to \infty }{\hat {f}}(n)=0}.